# South Africa Transit 3/West Africa Submarine Cable
South Africa Transit 3/West Africa Submarine Cable (SAT-3/WASC) est un câble sous-marin de télécommunications en fibres optiques qui relie l'Europe à l'Afrique du Sud avec des dérivations dans de nombreux pays d'Afrique de l'ouest contrairement à son prédécesseur SAT-2. Son déploiement est intimement lié à celui du câble SAFE. L'ensemble SAT 3/WASC & SAFE fait partie d'un seul consortium constitué de 37 opérateurs. Ceci permet, outre la desserte de l'Afrique de l'ouest, d'assurer une sécurisation du trafic Europe/Asie (SEA-ME-WE 3 entre autres) par le sud de l'Afrique. Le consortium est actuellement dirigé par Telkom SA qui assure également la fonction d'administrateur du réseau.
Son architecture est constituée de deux segments, un nord et un sud. Les deux segments sont croisés, c'est-à-dire que les deux dernières stations du nord et les deux premières du sud sont identiques. Cette architecture permet une indépendance renforcée de la partie sous-marine en fournissant une diversification des atterrissements.
Long de 14 000 km, il a été mis en service en 2001. Il est constitué de deux paires de fibres sauf pour la liaison entre l'Espagne continentale et les Canaries où deux paires privées ont été ajoutées à l'usage exclusif de Telefonica. Il utilise dès l'origine les technologies de multiplexage en longueur d'onde (WDM) et de hiérarchie numérique synchrone (SDH). On note également l'usage de la technologie OADM dans la majorité des unités de dérivation de branche du segment sud.
À l'origine d'une capacité de 40Gb/s par paire de fibre, il a subi trois augmentations de capacité portant sur la densification des longueurs d'onde. Sa capacité est aujourd'hui de 340Gb/s pour le segment sud et de 420Gb/s pour le segment nord.

## Incidents
En mai 2011, le câble SAT-3/WASC a été sectionné dans le port de Cotonou par un navire ayant jeté son ancre sur le câble par accident. Cet incident a considérablement limité l'accès à internet du Bénin, du Niger, d'une partie du Togo, du Burkina Faso et du Nigeria pendant plusieurs jours.
Le 12 juillet 2017, un incident localisé sur la partie gabonaise du câble SAT3 coupe la connexion internet pour les utilisateurs de l'opérateur "Gabon Télécom".

## Points d'atterrissements
Segment nord
- Sessimbra, Portugal
- Chipiona, Espagne
- Altavista, Iles Canaries
- Dakar, Sénégal
- Abidjan, Côte d'Ivoire
- Accra, Ghana

Segment sud
- Abidjan, Côte d'Ivoire
- Accra, Ghana
- Cotonou, Bénin
- Lagos, Nigéria
- Douala, Cameroun
- Libreville, Gabon
- Cacuaco, Angola

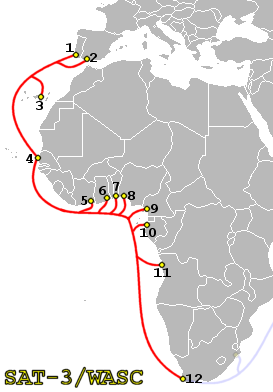
Route du câble SAT-3 WASC

- Melkbosstrand, République d'Afrique du Sud

## Source
- Site officiel du consortium SAT-3/WASC/SAFE